# Хохлово (Ялуторовський район)
Хохло́во (рос. Хохлово) — село у складі Ялуторовського району Тюменської області, Росія.
Населення — 659 осіб (2010, 705 у 2002).
Національний склад станом на 2002 рік:
- росіяни — 93 %